# Pšizov
Pšizov' (in lingua russa Пшизов) è un centro abitato dell'Adighezia, situato nel Šovgenovskij rajon. La popolazione era di 851 abitanti al dicembre 2018. Ci sono 20 strade.